# Condado de la Moraleda
El Condado de la Moraleda es un título nobiliario español creado por el rey Carlos II el 2 de octubre de 1690 a favor de Luis Verdugo Guardiola, Ministro del Tribunal de la Contaduría de Cuentas, Caballero de la Orden de Santiago.
Luis Verdugo Guardiola, vecino de Almoguera provincia de Guadalajara (España), era hijo de Andrés Verdugo y Brasell y Germana Guardiola y Guzmán.

## Condes de la Moraleda
|                                 | Titular                                    | Periodo                |
| Creación por Carlos II          | Creación por Carlos II                     | Creación por Carlos II |
| ------------------------------- | ------------------------------------------ | ---------------------- |
| I                               | Luis Verdugo Guardiola y Guzmán            | 1690-                  |
| II                              | Luis Verdugo Guardiola y Guzmán de la Cruz | ? - ?                  |
| III                             | Luis Antonio Verdugo de Santa Cruz         | ? -1739                |
| Rehabilitación por Alfonso XIII |                                            |                        |
| IV                              | Alfonso de Campos y Arjona                 | 1916-1937              |
| V                               | Francisco de Asís de Campos y de la Presa  | 1940-1950              |
| VI                              | José Luis Escassi de Campos                | 1951-1992              |
| VII                             | Luis Escassi y Ruiz-Crespo                 | 1992- ?                |
| VIII                            | María Matilde Escassi y Ruiz-Crespo        | 2011-actual titular    |

## Historia de los Condes de la Moraleda
- Luis Manuel Verdugo Guardiola y Guzmán (n. en 1633), I conde de la Moraleda.

1. Casó con Juana Santa Cruz.

Le sucedió su hijo:
- Luis Verdugo Guardiola y Guzmán de la Cruz, II conde de la Moraleda.

Le sucedió su hijo:
- Luis Antonio Verdugo de Santa Cruz (1665-1739), III conde de la Moraleda.

El título cayó en el olvido hasta que fue rehabilitado en 1916 por un descendiente de:
- Andrés Verdugo Blázquez (1679-1726), quién era hijo también del primer conde.

Fue padre de:
- Ana Margarita Verdugo Calero (1708-1790), que casó con Gabriel Cubas Melo. 
Fueron padres de: 
- Andrea de Cubas Verdugo y Guardiola (1744-1787), que caso con Zoilo Alfonso de Arjona y de Arjona (n. en 1747). 
Fueron padres de:
- José Manuel de Arjona y Cubas (1781-1849) , que caso con Antonia Tamariz y Maure. 
Fueron padres de:
- Fernando de Arjona Tamariz, que caso con Josefa  Pérez del Pulgar y Albuerme. 
Fueron padres de:
- Amalia de Arjona Pérez del Pulgar, que caso con Francisco de Asís Campos y Cervetto. 
Fue su hijo Alfonso Campos y Arjona quién rehabilitó el título.

Rehabilitado en 1916 por:
- Alfonso de Campos y Arjona (nacido en 1893, fallecido en Albatera el 14 de diciembre de 1937), IV conde de la Moraleda.

1. Casó con María del Pilar de la Presa.

Le sucedió en 1940, su hijo:
- Francisco de Asís de Campos y de la Presa (1893-1937), V conde de la Moraleda. Sin descendientes.

Le sucedió en 1951, el hijo de su tía María Matilde de Campos y Arjona, hermana del cuarto conde, que había casado con Luis Escassi Osuna, por tanto su primo carnal:
- José Luis Escassi de Campos (1918-1992), VI conde de la Moraleda.

1. Casó con María del Rosario Ruiz-Crespo y Díaz de la Serna.

Le sucedió en 1992, su hijo:
- Luis Escassi y Ruiz-Crespo (n. en 1947), VII conde de la Moraleda. Sin descendientes.

Le sucedió en 2011, su hermana:
- María Matilde Escassi y Ruiz-Crespo (n. en 1944), VIII condesa de la Moraleda.

1. Casó con Arturo Fernández-Palacios y Clavo.